# Tomicodon chilensis
Tomicodon chilensis är en fiskart som beskrevs av Brisout de Barneville, 1846. Tomicodon chilensis ingår i släktet Tomicodon och familjen dubbelsugarfiskar. IUCN kategoriserar arten globalt som livskraftig. Inga underarter finns listade i Catalogue of Life.